# Arbeitsgestaltung (Psychologie)
Die psychologische Arbeitsgestaltung als Teil der Arbeitspsychologie beschreibt alle in einen effizienten und effektiven Arbeitsprozess eingebetteten Maßnahmen, die der Förderung von Persönlichkeits- und Kompetenzentwicklung Beschäftigter dienen und deren Leistungsfähigkeit sowie Gesundheit langfristig zu erhalten versuchen.

## Einführung
Nach Ulich (2005) gilt das Prinzip der Einheit von Analyse, Bewertung und Gestaltung. In diesem Fall bedeutet dies, dass psychologisch fundierte Arbeitsgestaltung grundsätzlich auf den Ergebnissen einer vorangegangenen Analyse und Bewertung beruhen und zumindest teilweise von den an der Erhebung dieser Ergebnisse beteiligten Personen durchgeführt werden sollte.
Der durch die psychologischen Ansätze eingebrachte Mehrwert besteht vor allem in der Entwicklung von wissenschaftlich fundierten Strategien zur humanen Gestaltung der Arbeit (siehe auch Humanisierung der Arbeitswelt und Humanisierung des Arbeitslebens) und der Etablierung sogenannter definierter Humankriterien als deren Grundlage. Winfried Hacker und Eberhard Ulich sind als bedeutende Psychologen zu nennen, die maßgeblich zur Forschung auf diesem Gebiet beigetragen haben.

## Ansatzpunkte und Maßnahmen der Arbeitsgestaltung
Die Arbeitsgestaltung kann unter ergonomischen, technischen und organisatorischen Gesichtspunkten zur Optimierung der Arbeitsorganisation und des Arbeitssystems angewandt
werden. Dies umfasst folgende Aspekte:
- Arbeitsumgebung (Bedingungen wie Lärm, Klima oder Beleuchtung)
- Arbeitsmittel
- Arbeitsplatz
- Arbeitsinhalte
- Arbeitszeit
- Arbeitsablauf bzw. Organisation der Arbeit (nicht synonym zu Arbeitsorganisation)

Eine Sonderstellung nehmen die Arbeitsinhalte und daraus abgeleitet die Arbeitsaufgabe ein. Ist diese gut gestaltet, z. B. in Form sequentiell und hierarchisch vollständiger Aufgaben (siehe Handlungsregulationstheorie und Abschnitt „Kriterien psychologischer Arbeitsgestaltung – Persönlichkeitsförderlichkeit“) trägt sie maßgeblich zur Persönlichkeitsförderlichkeit einer Arbeitstätigkeit bei.
Arbeitsgestaltungsmaßnahmen sind bedingungsbezogene Interventionen, also verhältnisorientiert. Sie zielen auf die Veränderung der vorgegebenen Bedingungen in Systemen oder Gruppen ab.
Das Gegenstück hierzu bilden die personenbezogenen, verhaltensorientierten, Interventionen. Diese beziehen sich auf das individuelle Verhalten einer Person. Ein Beispiel dafür könnte ein Training zur Stressbewältigung oder die Teilnahme an einer Rückenschule sein. Diese Maßnahmen sind nicht im Gebiet der Arbeitsgestaltung angesiedelt.
Für die Gestaltung guter Arbeitsaufgaben existiert mit der Norm EN ISO 9241, Teil 2 ein internationaler Standard.
Als bedeutende Maßnahme zur Optimierung der Arbeitsorganisation sei an dieser Stelle die Arbeitsstrukturierung genannt.

## Theoretische Grundlagen
Die Ansätze und Maßnahmen der Arbeitsgestaltung gehen im Wesentlichen zurück auf drei theoretische Konzepte:
1. Handlungsregulationstheoretische Ansätze
2. Konzept des soziotechnischen Systems
3. Motivationstheoretische Ansätze

## Kriterien psychologischer Arbeitsgestaltung
Um den Bedarf für eventuelle Änderungs- oder Optimierungsmaßnahmen zu erfassen und darauf basierend konkrete Gestaltungsvorschläge entwickeln zu können, ist es notwendig Kriterien oder Referenzen heranzuziehen, auf deren Grundlage belastbare Aussagen getroffen werden können. An diesen Zielen lässt sich auch späterer Erfolg bzw. Misserfolg der Arbeitsgestaltung messen.
Man unterscheidet bei diesen Kriterien grundsätzlich zwischen unternehmensbezogenen, charakterisiert durch Effektivität und Effizienz der Organisation, und mitarbeiterbezogenen Zielen, die in der Praxis allerdings nicht losgelöst voneinander betrachtet werden können. Die mitarbeiterbezogenen Kriterien sollen hier anhand der Einteilung durch Hacker und Richter beispielhaft in Form der vier wesentlichen definierten Humankriterien erläutert werden.
Die dargestellte Reihenfolge der Kriterien ist hierarchisch angelegt, was bedeutet, dass jeweils erst die Mindestanforderungen des jeweils untergeordneten Kriteriums erfüllt sein müssen, damit ein Übergang zur nächsten Bewertungsebene stattfinden kann. Dabei stellt die Persönlichkeitsförderlichkeit die höchste Ebene dar, deren Optimierung nicht sinnvoll ist, solange in den hierarchisch niedrigeren Kriterien noch Defizite bestehen.
Die vier definierten Humankriterien nach Hacker und Richter sind:
1. Ausführbarkeit: Arbeitstätigkeiten sollten anforderungsgerecht, zuverlässig und langfristig ausführbar sein, indem die an den Beschäftigten gestellten Anforderungen dessen physiologischen und psychologischen Voraussetzungen nicht überschreiten.[3] Dies bedeutet praktisch vor allem die Einhaltung einschlägiger psychophysiologischer Normwerte (z. B. durch maschinelle Hilfe beim Heben schwerer Lasten).[5]
2. Schädigungslosigkeit: Es sollte ausgeschlossen sein, dass mit der Ausübung einer Arbeitstätigkeit psychophysische Gesundheitsschäden einhergehen. Dies kann Maßnahmen zur Lärmreduktion, Schulungen zum Umgang mit Gefahrstoffen oder auch Verringerung von z. B. Staubbelastungen bedeuten (siehe hierzu auch Maximale Arbeitsplatz-Konzentration oder biologischer Grenzwert).[3]
3. Beeinträchtigungsfreiheit: Die Ausübung einer Arbeitstätigkeit sollte möglichst frei von somatischen oder psychischen Beeinträchtigungen sein, die sich potenziell negativ auf Gesundheit und Wohlbefinden auswirken können. Es wird unterschieden zwischen nicht vorhandenen bzw. zumutbaren Beeinträchtigungen, bedingt zumutbaren und zuletzt nicht mehr zumutbaren Beeinträchtigungen. Relevante Beeinträchtigungen können z. B. Stress oder Monotonie sein.[3] Als besonders problematische Arbeitsform sei hier beispielhaft die der Emotionsarbeit genannt. Zusammen mit der Persönlichkeitsförderlichkeit stellt die Beeinträchtigungsfreiheit die aus psychologischer Sicht besonders interessanten Kriterien dar, weil die Bearbeitung der anderen zwei Kriterien eher in Aufgabenbereiche anderer Arbeitswissenschaftler fällt.[3]
4. Persönlichkeitsförderlichkeit: Die Persönlichkeitsförderlichkeit einer Arbeitstätigkeit besteht dann, wenn diese es dem Beschäftigten ermöglicht sein Potenzial zu entfalten, Fähigkeiten auszubauen und damit insgesamt seine Persönlichkeit zu entwickeln.[3] Um dies zu realisieren muss vor allem die Arbeitsaufgabe einige Gestaltungsmerkmale aufweisen. Diese Gestaltungsmerkmale sind nach:[2]
  - Ganzheitlichkeit: Eine Aufgabe sollte im Sinne der sequentiellen Vollständigkeit (siehe Handlungsregulationstheorie und Arbeitsstrukturierung) immer planende, ausführende und kontrollierende Anteile besitzen. So wird es dem Beschäftigten ermöglicht die Bedeutung seiner Tätigkeit zu erkennen.
  - Anforderungsvielfalt: Es sollten bei der Ausführung einer Aufgabe immer verschiedene Kenntnisse, Fertigkeiten und Fähigkeiten eingesetzt werden können. Dies entspricht der hierarchischen Vollständigkeit (siehe Handlungsregulationstheorie und Arbeitsstrukturierung). So wird einseitige Belastung vermieden und Entwicklung gefördert.
  - Möglichkeiten zu sozialer Interaktion: Gegenseitige Unterstützung fördert die Überwindung von Schwierigkeiten.
  - Autonomie: Der Beschäftigte sollte die Möglichkeit zur Kontrolle bei der Ausführung der Aufgabe besitzen. Dies beinhaltet Entscheidungsmöglichkeiten und die Freiheit auf Abläufe Einfluss zu nehmen. So kann das Selbstwertgefühl gestärkt und zur Übernahme von Verantwortung angeregt werden.
  - Lern- und Entwicklungsmöglichkeiten: Qualifikation werden gefördert und erweitert, wenn auch das Lösen von problemhaltigen Aufgaben gefordert wird.
  - Zeitelastizität und stressfreie Regulierbarkeit: Einzuhaltende Zeitpläne sollten ausreichend Zeitpuffer enthalten.
  - Sinnhaftigkeit: Die angebotenen bzw. produzierten Produkte oder Dienstleistungen sollten es dem Beschäftigten ermöglichen einen gesellschaftlichen Nutzen in ihnen zu erkennen. Der Grad, nach dem diese strukturellen Bedingungen erfüllt werden können, ist nicht von der Kompetenz des jeweiligen Beschäftigten zu trennen und sollten demnach entsprechend angepasst werden.[6] Wie schon erwähnt, zeigt sich, dass die Schaffung vollständiger Aufgaben nach der Handlungsregulationstheorie von Hacker und Richter (1980) den wesentlichen Grundstein für die oben genannten Gestaltungsmerkmale legt. Diese sollte daher immer Ziel guter Arbeitsgestaltung sein. Die damit einhergehende Komplexität der Aufgaben ist oft jedoch nur durch Gruppenarbeit realisierbar (siehe Arbeitsstrukturierung). Zur Bewertung der Persönlichkeitsförderlichkeit einer Tätigkeit kann beispielsweise das Tätigkeitsbewertungssystem (TBS) herangezogen werden.

Die gewählte Darstellung kann als stellvertretend auch für andere Ansätze der Definition von grundlegenden Humankriterien angesehen werden, da in der Literatur ein weitgehender Konsens über die Anzahl und den Inhalt dieser besteht.

## Strategien der Arbeitsgestaltung
Arbeitsgestaltungsmaßnahmen können verschiedene, vom konkreten Inhalt unabhängige Ziele verfolgen.
Sie können auf einer zeitlichen Ebene immer wie folgt betrieben werden:
- korrektiv
- präventiv
- prospektiv (vorausschauend): Bereits bei der Planung neuer Aufgaben werden die relevanten Kriterien für gute Arbeitsgestaltung miteinbezogen

Dazu können Maßnahmen differenziell, also es dem Beschäftigten freistellend sich nach seinen Bedürfnissen und Potenzialen die für ihn passende Arbeitsstruktur selbst zu wählen, oder auch dynamisch sein. In dynamischen Ansätzen werden die Arbeitsbedingungen fortdauernd der Weiterentwicklung des Beschäftigten angepasst. Dies kann z. B. bedeuten ihm Aufgaben mit höheren Anforderungen an seine Kompetenzen zu übertragen, wenn er die erforderliche Erfahrung dafür erworben hat.

## Auswirkungen der Arbeitsgestaltung
Neben den gesundheitlichen Vorteilen durch die Verringerung von Belastungen oder anderen schädigenden Faktoren lässt sich grundsätzlich festhalten, dass vollständige Aufgaben sich im Gegensatz zu hoch arbeitsteiligen Aufgaben positiv auf das Wohlbefinden, die Gesundheit und die Kompetenzentwicklung auswirken.
So konnte beispielsweise gezeigt werden, dass nach der Handlungsregulationstheorie unvollständige Aufgaben das Stresserleben signifikant erhöhen.
Die positiven Auswirkungen äußern sich nach Ulich in einer Verbesserung von Produktivität und Qualität der verrichteten Arbeit sowie in geringeren Fehlzeiten und einer niedrigeren Fluktuation.